# Teoria da Conspiração (filme)
Conspiracy Theory (bra/prt: Teoria da Conspiração) é um filme de ação e suspense estadunidense de 1997, dirigido por Richard Donner. O roteiro original de Brian Helgeland centra-se em um taxista excêntrico (Mel Gibson) que acredita que muitos eventos mundiais são desencadeados por teorias conspiratórias do governo, e a advogada do Departamento de Justiça dos Estados Unidos (Julia Roberts) que se envolve em sua vida.
O filme marca mais uma colaboração de Gibson e Donner, que trabalharam juntos na série de filmes Lethal Weapon e Maverick. Em determinada cena do filme, o personagem de Mel Gibson corre dentro de um cinema que está exibindo Ladyhawke, também dirigido por Richard Donner.
Conspiracy Theory foi lançado em 8 de agosto de 1997, para 2.806 cinemas, e teve um final de semana de abertura bruta de US$ 19.313.566 nos Estados Unidos. O filme estreou no número 1 nos EUA, desbancando Força Aérea Um. O filme acabou arrecadando US$ 75.982.834 nos EUA e US$ 61 milhões internacionalmente, para um total mundial de US$ 136.982.834. Este último bruto fez de Conspiracy Theory o 19ª filme de maior bilheteria nos EUA em 1997. O filme foi um sucesso de bilheteria, mas sua recepção crítica foi mista.
Em seu livro de 2003, A Culture of Conspiracy: Apocalyptic Visions in Contemporary America, o cientista político Michael Barkun observa que uma vasta audiência popular foi apresentada pelo filme à noção de que o governo dos EUA é controlado por um estado profundo cujos agentes secretos usam helicópteros pretos — uma visão antes confinada a direita radical.

## Elenco
- Mel Gibson como Jerry Fletcher
- Julia Roberts como Alice Sutton
- Patrick Stewart como Dr. Jonas
- Cylk Cozart como Agente Lowry
- Steve Kahan como Mr. Wilson
- Terry Alexander como Flip
- Pete Koch como capitão dos bombeiros
- Dean Winters como Cleet
- Alex McArthur como Cynic
- Kenneth Tigar como advogado
- Sean Patrick Thomas como comandante de vigilância

## Recepção
O site agregador de resenhas críticas Rotten Tomatoes deu ao filme uma pontuação de 52%, com base em revisões de 42 críticos.